# Luftsportgerät

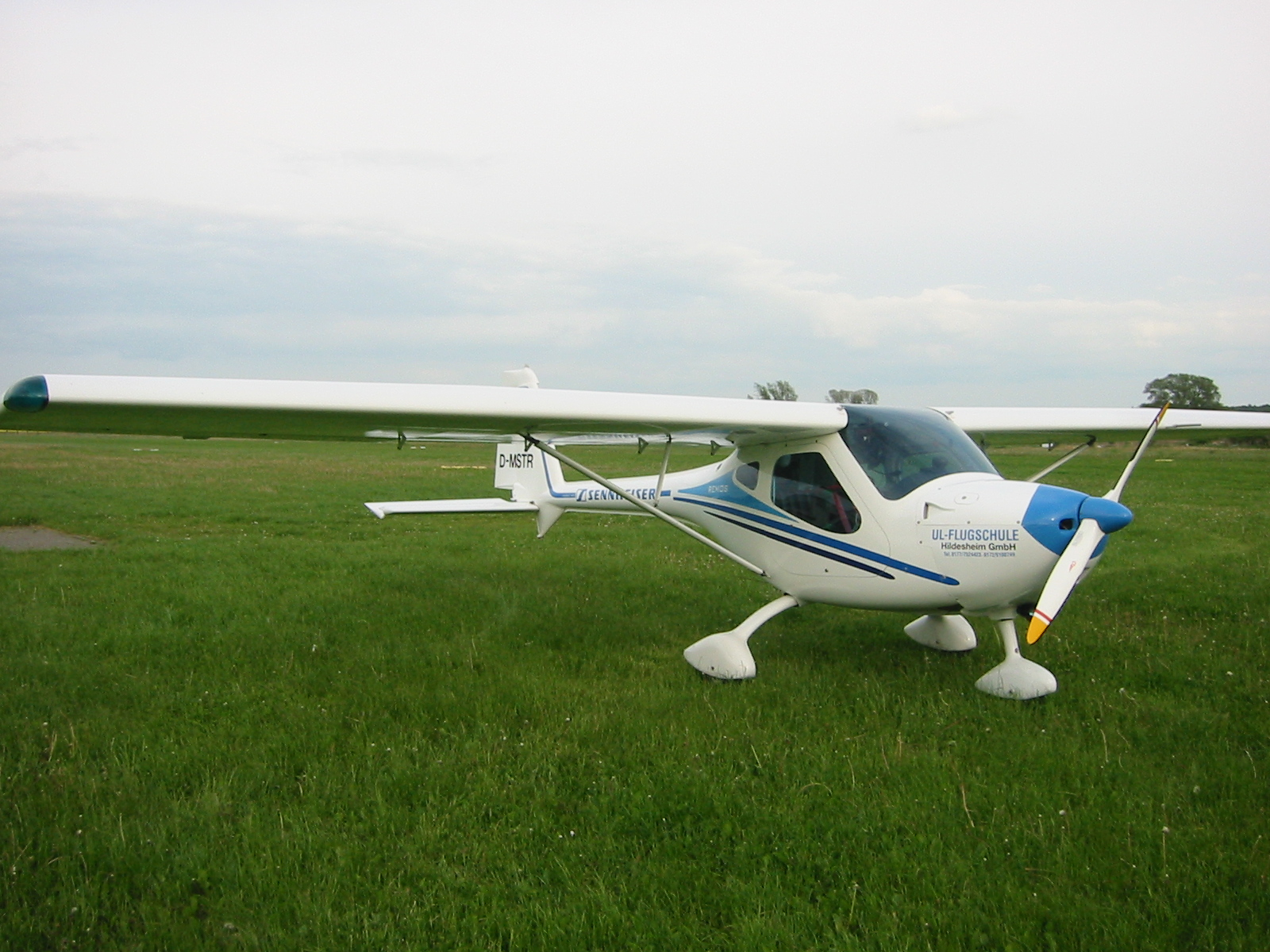
Ein Ultraleichtflugzeug

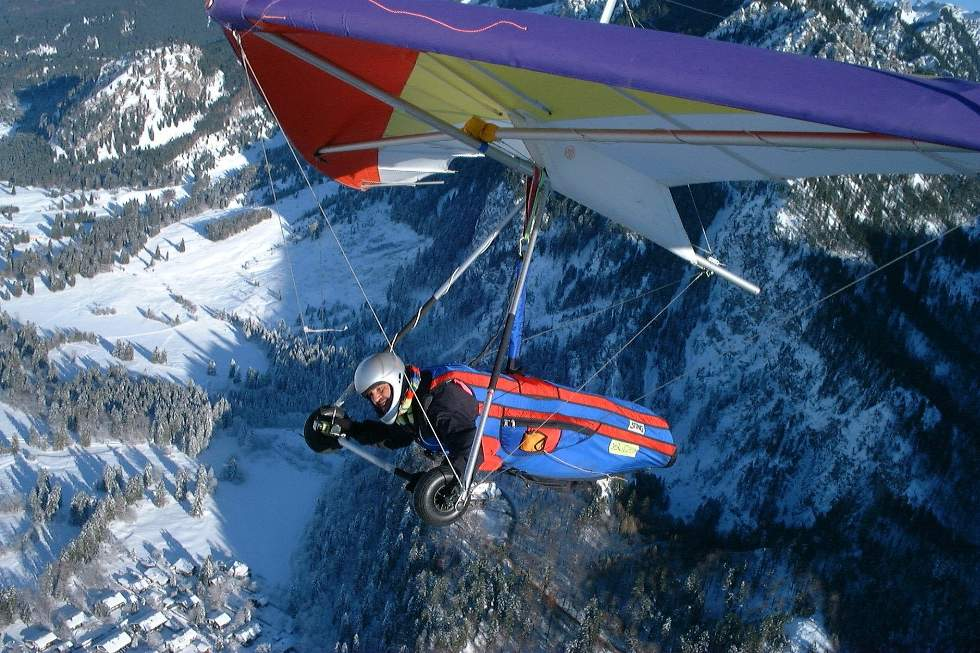
Ein Hängegleiter

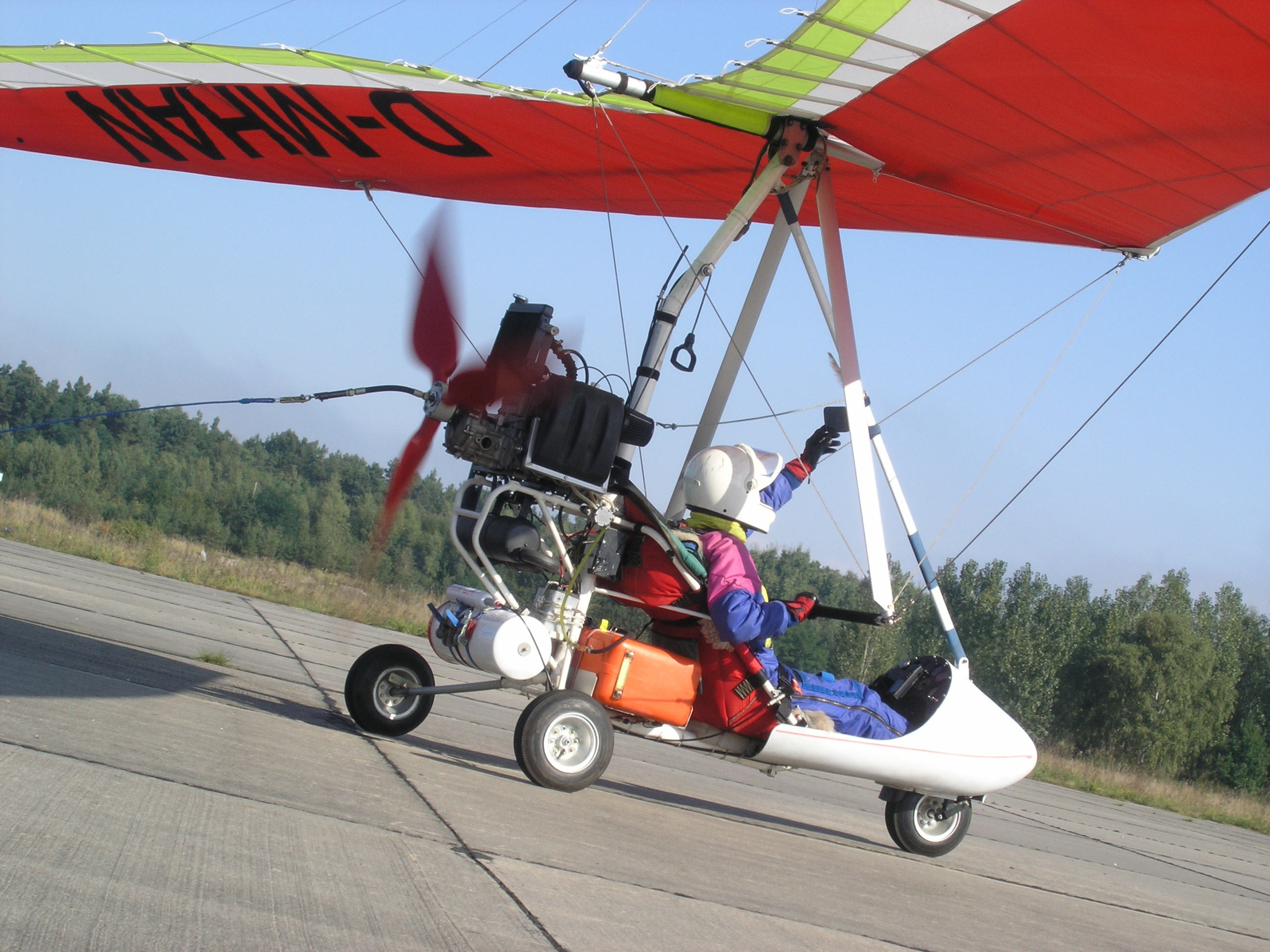
Ein Trike

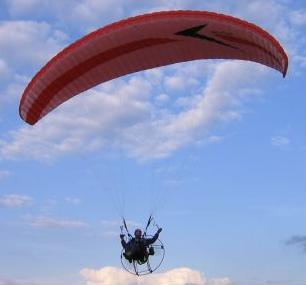
Ein Motorschirm

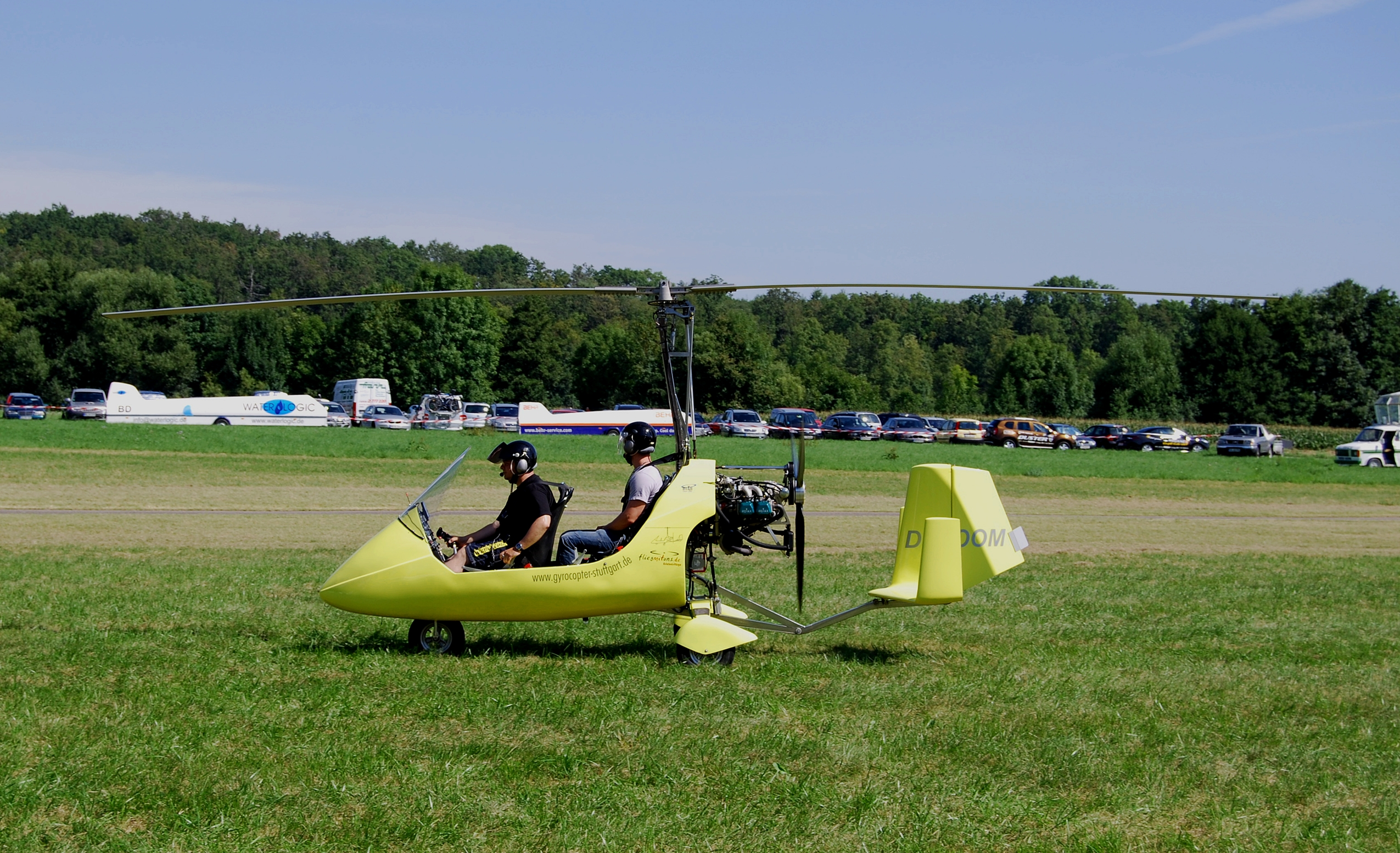
Ein Tragschrauber

Die Luftsportgeräte umfassen eine Gruppe von Fluggeräten, bei denen die Sportausübung als Hauptverwendungszweck angesehen werden kann.
Als Luftsportgeräte gelten Ultraleichtflugzeuge, Tragschrauber und Leichte Luftsportgeräte mit einer Leermasse von unter 120 kg. Zu den Leichten Luftsportgeräten zählen die Hängegleiter, Gleitschirme, Fallschirme, Trikes und Motorschirme.
Historisch gesehen handelt es sich überwiegend um neuere Luftfahrtgeräte, die aufgrund der schnellen technischen und sportlichen Weiterentwicklungen teilweise nicht in luftrechtliche Definitionen passen oder denen solche oft nicht gerecht werden. Dies führt länder- wie geräteabhängig zu unterschiedlichen rechtlichen Stellungen von Luftsportgeräten und deren Piloten: Einige Länder versuchen, ihr Luftrecht anzupassen und fassen dabei beispielsweise verschiedene Luftsportgeräte zu einer eigenen Klasse innerhalb der Luftfahrzeuge zusammen, während in anderen Ländern „altes Recht“ angewendet oder Luftsportgeräte rechtlich gar nicht eingeordnet werden.

## Luftsportgeräte in Deutschland
In Deutschland werden Ultraleichtflugzeuge, Hängegleiter, Gleitsegel, Sprungfallschirme und Gleitflugzeuge zur Luftfahrzeugklasse der Luftsportgeräte zusammengefasst. Segelflugzeuge, Reisemotorsegler, Ballone, Flugmodelle und Rettungsfallschirme gehören dagegen rechtlich nicht zu den Luftsportgeräten, sondern sind nach § 1 LuftVG eigene Luftfahrzeugklassen.
Der Begriff Luftsportgeräte wurde im deutschen Luftrecht durch die Verordnung zur Änderung luftrechtlicher Verordnungen und Durchführungsverordnungen zur Regelung des Betriebes von Luftsportgeräten vom 26. Mai 1993 eingeführt. Bis dahin war der Betrieb der betreffenden Geräte durch die Allgemeinverfügung für den Betrieb von bemannten nichtzulassungspflichtigen Luftfahrzeugen in der Bundesrepublik Deutschland vom 15. Mai 1982 geregelt. Die bereits hierin geregelte „Beauftragung“ von Verbänden mit der Wahrnehmung öffentlicher Aufgaben wurde unter dem Gesichtspunkt der fehlenden gesetzlichen Ermächtigungsgrundlage als problematisch angesehen. Diese gesetzliche Ermächtigung des Bundesministeriums für Verkehr erfolgte durch den § 31c LuftVG (10. ÄndGLuftVG).

### Leichte Luftsportgeräte
Nach § 1 Abs. 4 LuftVZO sind „ein- und zweisitzige Luftsportgeräte mit einer höchstzulässigen Leermasse von 120 kg einschließlich Gurtzeug und Rettungsgerät“ von der Musterzulassung befreit. Diese werden auch als leichte Luftsportgeräte bezeichnet.

## Rechtliches
Zum Führen eines Luftsportgeräts ist eine Luftfahrerschein für Luftsportgeräteführer, auch Sportpilotenlizenz genannt, erforderlich.